# Myndigheten för skolutveckling
Myndigheten för skolutveckling var en svensk statlig förvaltningsmyndighet som stödde kommuners och skolors arbete för ökad kvalitet och bättre resultat.
Myndigheten bildades den 1 mars 2003, då Statens skolverk delades upp i två myndigheter. Myndighetens första generaldirektör var professor Mats Ekholm (2003). Dennes efterträdare var Pia Enochsson. Myndigheten lades ned den 30 september 2008 och en stor del av dess verksamhet fördes då över till Skolverket.
Skolledare, lärare och skolchefer var myndighetens främsta målgrupper och den vände sig till verksamma i förskoleverksamhet, skola och vuxenutbildning. Som nationellt ansvarig för arbetet med IT i skolan drev myndigheten bland annat IT för pedagoger, Länkskafferiet, Multimediabyrån, Kolla källan och PIM.